# The Chords

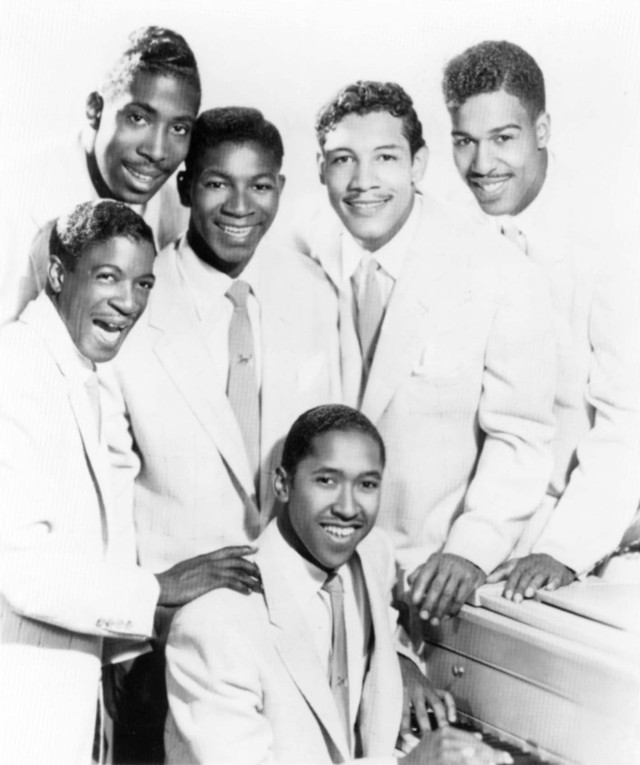
Le groupe vers 1955.

The Chords est un groupe vocal masculin afro-américain des années 1950.
Le groupe a été formé dans le Bronx en 1951 et s'est rendu célèbre aux États-Unis avec la chanson Sh-Boom en 1954 (reprise dans le film Cars en 2006 et utilisée dans le film Don't Worry Darling d'Olivia Wilde en 2022), mais ses chansons suivantes n'ont jamais atteint le même niveau de popularité.

## Membres
- Carl Feaster
- Claude Feaster
- Jimmy Keyes
- Floyd "Buddy" McRae
- William "Ricky" Edwards